# Голицын, Дмитрий Фёдорович
Князь Дми́трий Фёдорович Голи́цын (28 марта 1849 г. — 28 ноября 1893 г.) — действительный статский советник, камергер, почетный попечитель Харьковского реального училища, в последствии уездный предводитель дворянства Харьковского уезда.

## Биография
Сын князя Фёдора Григорьевича Голицына и Марии Михайловны Веселовской (1829—1852).
В августе 1862 г. поступил в III класс Харьковской Первой гимназии, которую окончил в 1868 г.
Высшее образование получил на юридическом факультете Харьковского университета и через год по окончании в нём курса, в октябре 1873 г. был избран кандидатом на должность депутата по Харьковскому уезду. В 1876 г. избран почетным мировым судьей. Летом 1877 г. во время Русско-турецкой войны 1877—1878 годов в качестве уполномоченного от Красного креста ездил с Харьковским Поляковским санитарным поездом в Ростов, Владикавказ и Саратов с больными кавказской армии и привез первую партию в Харьков (в бараки Красного креста). В то же время Дмитрий Фёдорович состоялся попечителем участка в Харьковском уезде по раздаче пособий семействам воинов Русско-турецкой войны.
В декабре 1879 г. был избран в члены Харьковской губернской земской управы и заведовал в ней страховым отделом до лета 1881 г., когда вступил в должность кандидата Харьковского уездного предводителя дворянства. В апреле 1880 г. был пожалован камер-юнкером Двора Его Императорского Величества, а через год — камергером. С 5 июля 1884 г. заместил выбывшего Харьковского уездного предводителя дворянства Николая Егоровича (по другим данным Евгра́фовича) Ковалевского, а в октябре 1885 г. был избран Харьковским уездным предводителем дворянства, и в этой должности состоял до конца своей жизни.
В октябре 1888 г. приветствовал хлебом-солью и речью от харьковского дворянства Государя Императора Александра III, прибывшего в Харьков после чудесного спасения Его Величества с семейством при крушении поезда в Борках. Состоял до своей смерти в комиссии по постройке православного храма на месте крушения Царского поезда.
Состоял попечителем Харьковского Реального училища. В декабре 1892 г. довершил храм при здании Реального училища привлеченных им жертвователей преимущественно из своей семьи.
Заболел брюшным тифом и скоропостижно скончался. Похоронен в родовом имении Должик. Рядом с ним похоронен родной брат Сергей Фёдорович Голи́цын (21.02.1845—01.12.1904).

## Семья
Был женат на графине Марии Александровне Сиверс (27.10.1851 — 08.11.1920) в браке с которой у них родились три сына и две дочери:
- Александр (1874-1957) с 1896 женат на Екатерине Николаевне Хвощинской (04.11.1876—10.11.1931).
- Фёдор (26.04.1875—13.10.1888).
- Сергей (12.03.1877—25.02.1939). Первая жена с 1911 г. Зоя Николаевна О'Рурк (23.07.1889—24.01.1986). Вторая жена с 1926 г. Надежда Антоновна Трунина (1878-1937).
- Вера (18.04.1887-1889).
- Елизавета (16.02.1892—05.09.1982).